# 阿坝红原机场
阿坝红原机场是中國四川阿壩州紅原縣一個的民用支线機場。距縣城48公里、距州府馬爾康128公里。2010年11月16日獲國務院、中央軍委批覆，2012年7月10日机场正式开工，2014年8月28日通航。红原机场航线以国内旅游支线为主，属小型机场，是继九寨黄龙机场开航后，阿坝州的第二个机场。同年9月28日，因客源不足，红原机场暂时停航，后于2015年4月恢复通航。

## 机场情况
阿坝红原机场海拔高度3535米，属高高原机场。機場包括一條長3,600米的跑道、一条垂直联络道、面積7,000平方米的航站樓、3个C类机位的停机坪。机场飞行区等级4C，能够保障空中客车A319、波音737-700高高原型客机。机场近期规划目标为，到2020年时，年旅客吞吐量25万人次，货邮吞吐量900吨。

## 航空公司与航点
| 航空公司     | 目的地               |
| ------------ | -------------------- |
| 中国国际航空 | 成都双流、拉萨、温州 |